# 宮內幸平
宮內幸平（日语：宮内 幸平，1929年8月4日—1995年6月2日），日本男演員、配音員、旁白。出身於鹿兒島縣。身高168cm。A型血。

## 簡介
本名宮內 孝幸（みやうち たかゆき）。以前是劇團藝協所屬，同時是劇團藝協的創設人之一，之後也經歷江崎Production、Office央，最終所屬青二Production。
為人熟悉的配音作品有動畫《阿爾卑斯山的少女》的爺爺〈阿蒙治〉、《一休和尚》的外觀和尚、《七龍珠》系列的龜仙人、《未來少年柯南》的迦爾、《天才小釣手》的三平一平、《風之谷》的戈爾、《北斗神拳》的瞬奇、《愛的小婦人物語》的詹姆斯·羅倫斯、《聖鬥士星矢》的城戶光政、《人小鬼大》的山川岩夫、《銀河英雄傳說》的克勞斯·馮·立典拉德、《忍者亂太郎》的多田堂禪；遊戲《天外魔境 ZIRIA》的蝦蟇仙人；及擔任英國長壽動畫《湯瑪士小火車》次要角色胖總管的日語配音等。

### 生平
早年因為喜歡芝居所以立志成為演員。舞台藝術學院本科三期，之後經歷八田元夫演出研究所、劇團新劇場、劇團現代、劇團藝協（他也是該劇團的創始成員之一），也曾作為演員活躍。並以亞歷山大·尼古拉耶維奇·奧斯特洛夫斯基原作改編舞台劇《雷雨》（飾演卡瓦諾夫）初次亮相。在那之後，他開始了的配音員的生涯。
自進入配音業界以來，擅長聲演像動畫《阿爾卑斯山的少女》的爺爺〈阿蒙治〉、《一休和尚》的外觀和尚、《七龍珠》的龜仙人及《湯瑪士小火車》的胖總管等等嚴肅又帶著溫柔細心的老年人。
1995年6月2日深夜11時14分，因腹部靜脈瘤破裂，在東京都板橋區的日大板橋醫院急逝，享壽65歳。而長壽電視動畫《麵包超人》角色風呂敷爺爺是宮內自身的配音遺作。

### 人物、逸事
以前總是在進行錄音的時候，經常為了把硬幣塞入衣服口袋而製造多餘的噪音，結果被同行野澤雅子取了一個暱稱叫「噪音專家宮老」。
喜歡吃糖果，據說在錄音工作的空檔經常拿糖果出來吃。根據以前曾經和宮內合作的後輩田中真弓透露，偶爾會看到他因為忙著錄音而直接把糖果放在椅子上，然後錄完音回來時忘記糖果就放在椅子上而直接坐了下去。然後宮內在不知道糖果已經黏在他的褲子上時，就向田中問：「真弓，妳有看到我的糖果嗎？」，表情彷彿好像糖果被誰偷吃了一樣非常的著急。
另外，莊真由美曾在接受採訪中說在參演《七龍珠》期間，曾經多次接受宮內進行的演技指導。1995年宮內去世之後，此經歷成為她在自己的配音生涯中令人難以忘懷的事。
興趣、特長：滑雪、旅行、關西方言、東北方言。

## 繼任
在宮內逝世後，配音員接任作品如下：
| 代演、繼任 | 角色名             | 登場作品                                  | 繼任、代演初次擔當作品                 |
| ---------- | ------------------ | ----------------------------------------- | -------------------------------------- |
| 佐藤正治   | 龜仙人             | 《七龍珠》系列                            | 《七龍珠Z：龍拳爆發!! 悟空捨我其誰》   |
| 增岡弘     | 龜仙人             | 《七龍珠》系列                            | 《七龍珠Z》第288話                     |
| 愛川欽也   | 龜仙人             | 《七龍珠》系列                            | 《七龍珠：最強之道》                   |
| 石森達幸   | 龜仙人             | 《七龍珠》系列                            | 《七龍珠大冒險》                       |
| 大木民夫   | 爺爺〈阿蒙治〉     | 《阿爾卑斯山的少女》                      | 《蘇黎世汽車保險》廣告                 |
| 佐藤正治   | 爺爺〈阿蒙治〉     | 《阿爾卑斯山的少女》                      | 《教教我吧！TRY老師》                  |
| 青野武     | 胖總管             | 《湯瑪士小火車》（富士電視台版）          | 第5期                                  |
| 糸博       | 克勞斯·馮·立典拉德 | 《銀河英雄傳說》                          | 《銀河英雄傳說外傳 千億之星 千億之光》 |
| 石森達幸   | 長庵               | 《魔法騎士雷阿斯》                        | 第31話                                 |
| 石森達幸   | 多田堂禪           | 《忍者亂太郎》                            | 第5期                                  |
| 八奈見乘兒 | 蝦蟇仙人           | 《天外魔境 ZIRIA》                        | 《天外魔境 ZIRIA ～遙遠的日邦格～》    |
| 八奈見乘兒 | 星影老             | 《空想科學世界》                          | 第48話                                 |
| 八奈見乘兒 | 《》               |                                           |                                        |
| 稻垣隆史   | 山川岩夫           | 《人小鬼大》                              | 《人小鬼大特別篇：約定的神奇日子》     |
| 緒方賢一   | 泉水精靈           | 《麵包超人》                              | 第376話A章節                           |
| 岡田吉弘   | 華特·萊利          | 《鱷魚先生》朝日電視台版                  | 《鱷魚先生2》朝日電視台版              |
| 落合弘治   | 船医               | 《海神號遇險記 (1972年電影)》朝日電視台版 | WOWOW播出追加錄音部分                  |

## 演出
粗體字表示主要角色。

### 電視劇
NHK
- 大河劇
  - 龍馬來了（1968年）－安藝守衛、村人A
  - 天與地（1969年）－雜兵
  - 最後的樅樹（日语：樅ノ木は残った (NHK大河ドラマ)）（1970年）－坂本家家士
  - 勝海舟（日语：勝海舟 (NHK大河ドラマ)）（1974年）－掛取
  - 風與雲與彩虹（日语：風と雲と虹と）（1976年）－下總官員
  - 山頂的群像（日语：峠の群像）（1982年）－番頭
- 銀河劇
  - 霧之旗（日语：霧の旗#1972年版）（1972年2月14日－2月18日）－酒吧「海草」的客人

其它電視台
- 快獸布斯卡 第11話「布橫丁講座」（1967年，日本電視台、圓谷Pro）－非法商人
- 特別機動搜査隊（日语：特別機動捜査隊） 第279話「我就在這裡」（1967年，NET、東映）
- 午間劇場 （1976年10月11日－1977年7月24日，東海電視台）
- 西遊記

### 電視動畫
1967年
- 黃金蝙蝠（海珊）

1968年
- 佐武與市捕物控（日语：佐武と市捕物控）（儀助）

1969年
- 海底小遊俠（邪惡博士）
- 噴嚏大魔王（小甘的爺爺）

1970年
- 足球健將
- 明日之丈（小野會長）

1971年
- 動畫紀錄片 決斷
- 鬼太郎 (第2作)（貧窮神）

1972年
- 科學小飛俠（BC島市長、霍華教授、馬奇西姆博士）

1973年
- 無敵鐵金剛（葛頓博士）

1974年
- 阿爾卑斯山的少女（爺爺〈阿蒙治〉）

1975年
- 一休和尚（外觀和尚[14]）
- 頑皮鼠歷險記（日语：ガンバの冒険）（長老老鼠〈第2代〉）[注 4]
- 蜜蜂瑪雅歷險記（日语：みつばちマーヤの冒険）（老人）
- 月光女俠（洛林皇朝公）
- 勇者萊汀（響久造）

1976年
- 時間飛船（水戶黃門、開花爺爺）
- 大飯桶（日语：ドカベン）（校長）
- 尋母三千里（頓·卡洛斯）
- 無敵飛天俠（巡査）

1977年
- 小雙俠 (1977年版)（老人、收藏家、馬迦霖、和尚、大臣、不要王）
- 超電磁波羅五號（坂部）
- 冰河戰士（糸魚川長官）
- 保羅歷險記（長老、麥辛博士、國王）
- 若草的夏洛特（日语：若草のシャルロット）（蒙特邦、波布遜〈初代〉）

1978年
- 咪咪流浪記
- 銀河鐵道999（ホロホロ、與的父親、權兵衛）
- 女王陛下的小天使小偵探（日语：女王陛下のプティアンジェ）（格蘭特）
- 窈窕淑女（伊集院伯爵[15]）
- 淘氣小仙女（高倉元太郎的父親）
- 未來少年柯南（迦爾[16]）
- 無敵鋼人泰坦3（哈斯勒）
- 魯邦三世 (TV第2系列)（日语：ルパン三世 (TV第2シリーズ)）（國王、警察部長、蓋波比）
- 星星王子 普奇·普蘭斯（艾霖）

1979年
- 宇宙戰士巴爾迪歐斯（雷根博士）
- 燃燒吧亞瑟 白馬的王子（大司教）
- 人造人009 (1979年版)（干布）
- The☆超人力霸王（大賢者、南田）
- Z超人（日语：ゼンダマン）（紋者博士 等）
- 哆啦A夢 (大山羨代版)（裁判長、樹木星球的老樹、老人）
- 日本名作童話系列 赤鳥之心「權狐」（日语：赤い鳥）（村人）
- 凡爾賽玫瑰（畫家阿爾曼）
- 魯邦三世 (TV第2系列)（世界犯罪預防裝置協會社長）

1980年
- 宇宙戰艦大和號III（長老）
- 宇宙戰士巴魯迪奧斯（雷根博士）
- 時空巡警隊救助超人（日语：タイムパトロール隊オタスケマン）（松尾芭蕉、鳥羽僧正、赤澤監督、中心社長）
- 天才小釣手（三平一平[17]）
- （老人）
- 尼爾斯的不可思議之旅（洛森波姆）
- 漫畫諺語事典（日语：まんがことわざ事典）（難邪博士）
- 燃燒吧亞瑟 白馬的王子（老人）
- 魯邦三世 (TV第2系列)（卡西姆）

1981年
- 怪物小王子 (1980年版)（撒但）
- 銀河旋風突擊隊（丹格拉爾、艾瑟、戴倫）
- 你好！珊蒂貝爾（日语：ハロー!サンディベル）（廬珊孥）
- 救難小英雄Yattode（天主教會主教、今白）
- 太陽之牙達格拉姆（大衛·薩馬林[18]）
- 太陽的使者 鐵人28號（朵拉格聶德博士）
- （秋田太郎的父親、新一的爺爺）

1982年
- 銀河烈風（巴特·瓦特金斯）
- 電子神童（神主、社長、加百列）
- The♥南瓜酒（濱田作太郎、質屋屋主）
- 少年宮本武藏腕白二刀流（日语：少年宮本武蔵 わんぱく二刀流）（澤庵和尚）
- 怪博士與機器娃娃 (1981年版)（笨蛋博士）
- 怪博士與機器娃娃 企鵝村英雄傳說（日语：Dr.スランプアラレちゃん ペンギン村英雄伝説）（村長）
- 我是妙殿下！（日语：パタリロ!）（貝奈特）
- 魔法公主 Minky Momo（日语：魔法のプリンセス ミンキーモモ）（大叔）

1983年
- 銀河疾風（瓦伊斯）
- SPACE COBRA（Dave刑務所醫師）
- 超時空世紀歐卡斯（老人）
- 心跳今夜（聖誕老人）
- （盧卡）
- 漫畫日本史（日语：まんが日本史 (日本テレビ)）（行基、比企能員、本多正信、前野良澤（日语：前野良沢））

1984年
- 猿飛小忍者（日语：さすがの猿飛）（九衛門）
- 宗谷物語（日语：宗谷物語）（三宅、茂作、鳥居隊長、漁勞長）
- 怪博士與機器娃娃 (1981年版)（神明）
- 高帽子的梅莫兒（利嚕魯）
- 牧場上的少女卡特莉（尤利斯·伍康納米）
- 北斗神拳（長老[19]）
- 雷射戰士（鹿島老人）
- 夢戰士WING-MAN（日语：ウイングマン）（老人）
- 新好小子（日语：あした天気になあれ (漫画)）（白石悅子的父親）

1985年
- Q太郎 (1985年版)（X藏）
- 星空鐵衛（林白、福爾摩斯署長）
- 超獸機神斷空我（泰德·凱格）
- 北斗神拳（瞬奇（日语：ジュウケイ））

1986年
- 鬼太郎 (第3作)（長老、老博士、天狗長老、龜田、鏡中爺爺、水精翁）
- 青春動畫全集（日语：青春アニメ全集）（老人）
- 三國志II 在天空翱翔的英雄們（日语：三国志 (日本テレビ)）（黃忠[20]）
- 七龍珠（龜仙人）
- 忍者戰士飛影（馬萊·比姆斯特）
- 高校！奇面組（日语：ハイスクール!奇面組）（聖誕老人）
- 波士可的冒險（日语：ボスコアドベンチャー）（恩達）

1987年
- 愛的小婦人物語（詹姆斯·羅倫斯）
- 動畫三劍客（日语：アニメ三銃士）（達太安的爺爺）
- 超能力魔美（進藤）
- 假面忍者 赤影（無元和尚）
- 聖鬥士星矢（城戶光政[21]）
- 妙手小廚師（味仙人）
- 淑女小琳!!（日语：レディ!!#レディレディ!!）（湯姆[22]）

1988年
- 奇天烈大百科（老人、松木老師）
- 城市獵人2（良之介）
- 甜蜜小天使 (1988年版)（和尚）
- 聖魔大戰（古聖長、常經神、山姥恩魔）
- 燃燒吧！哥哥（K教授）

1989年
- 惡魔君（蜘蛛仙人）
- 美味大挑戰（虎澤玄太郎）
- 西瓜皮先生（大公司社長）
- 奇天烈大百科（如月博士、阻擾台國老巫女的屬下）
- 森林大帝 (1989年版)（黑犀牛）
- 新仙魔大戰（マハジャテレス）
- 勇者鬥惡龍（巴布羅神父）
- 七龍珠Z（龜仙人〈初代〉）
- 比利犬商會（日语：ビリ犬）（流星太郎）

1990年
- NG騎士檸檬汽水&40（大僧侶）
- 美味大挑戰（井原信夫組合長）
- 超級劍豪傳（澤庵）
- 丸出日太夫（家老、老頭）
- 黑色推銷員（半出押太）

1991年
- 美味大挑戰（清谷吟香、加村雄一）
- 金魚注意報（校長[23]）
- 蓋特機器人號（吉井博士）
- 大耳鼠（春日惠理的爺爺）
- 校園七大不可思議神秘事件（日语：ハイスクールミステリー学園七不思議）（佐知子的爺爺）
- 黑色推銷員（勝手良三）
- 亂馬½ 熱鬥篇（滿腹寺的和尚）

1992年
- 美味大挑戰（佐高）
- 奇天烈大百科（善造）
- 人小鬼大（山川岩夫〈爺爺〉）
- 21衛門（老自動星人、加羅特）
- 超仙魔大戰（マハラジャ·ボアボア）
- 小小男子漢（老爺爺）
- 美少女戰士（占卜師）
- 夢幻冒險 長靴貓的冒險（西德）

1993年
- GS美神（茜的爺爺之靈）
- 音速小子（橡果王）
- 麵包超人（泉水精靈〈初代〉）
- 七龍珠Z 絕望的反抗!! 殘留的超級戰士·悟飯和特南克斯（日语：ドラゴンボールZ 絶望への反抗!!残された超戦士・悟飯とトランクス）（龜仙人）
- 忍者亂太郎（多田堂禪〈初代〉、老爺爺）

1994年
- 哆啦A夢 (大山羨代版)（老爺爺）
- 橘子醬男孩（老人）

1995年
- 世界名作童話系列 Wao！童話王國（日语：世界名作童話シリーズ ワ〜ォ!メルヘン王国）
- 空想科學世界（星影老師）
- 魔法騎士雷阿斯（長庵〈初代〉）
- 麵包超人（風呂敷爺爺〈初代〉）

### 電影動畫
1974年
- 劇場版 阿爾卑斯山的少女（爺爺〈阿蒙治〉）

1976年
- 劇場版 一休和尚（外觀和尚）
- 一休和尚：虎退治（外觀和尚）
- 一休和尚：尿床的公主（外觀和尚）

1977年
- 一休和尚：智力測驗（外觀和尚）

1978年
- 一休和尚與刁蠻公主（外觀和尚）

1979年
- 魯邦三世：卡里奧斯特羅之城（老園丁[24]）

1981年
- 一休和尚：春天！刁蠻公主（外觀和尚）

1982年
- FUTURE WAR 198X年（日语：FUTURE WAR 198X年）（弗里諾夫斯基、小城）

1983年
- 幻魔大戰（日语：幻魔大戦 (映画)）（侍從長）
- 紀錄片 太陽之牙達格拉姆（大衛·薩馬林）

1984年
- 風之谷（戈爾[25]）
- 地球物語 傳心術士2500（阿斯圖里亞斯[26]）

1985年
- 喀喀喀的鬼太郎（赤蛇）
- 企鵝記憶幸福故事（日语：ペンギンズ・メモリー 幸福物語）（裁判官）

1986年
- 亞利安（日语：アリオン (漫画)）伊逤斯（英语：Ethos）[27]）
- 喀喀喀的鬼太郎 強烈衝突!! 異次元妖怪的大叛亂（內閣總理大臣）
- 超級瑪利歐兄弟 碧奇公主救出大作戰！（日语：スーパーマリオブラザーズ ピーチ姫救出大作戦!）（蘑菇仙人）
- 七龍珠系列[注 5]（龜仙人[28]）
  - 第12部：銀河面臨危機!! 身手不凡的高手（鄔德）

1987年
- 格林兄弟童話 黃金鳥（日语：黄金の鳥）（凱瑟王）
- 魯邦三世：風魔一族的陰謀（墨繩老人）

1989年
- 超人力霸王USA（華特·弗里曼）

1990年
- 「EIJI」（日语：「エイジ」）（乃木）
- 老爺爺改造講座（日语：おじさん改造講座）（釜石社長）

1992年
- 三國志 第一部：英雄的黎明（陶謙）
- 千本松原 與河流生活的少年們（日语：せんぼんまつばら 川と生きる少年たち）（平田靱負）
- 21衛門：去宇宙吧！赤脚公主（諾普王）

1993年
- 河童三平（河原十兵衛）
- 銀河英雄傳說：新戰爭的序曲（克勞斯·馮·立典拉德〈初代〉）
- 三國志 第二部：燃燒的長江！（董承）

1994年
- 蠟筆小新：不理不理王國的秘寶（國王）

### OVA
1986年
- 縣立地球防衛軍（日语：県立地球防衛軍）（豬上博士）
- 超獸機神斷空我 給死者們的鎮魂歌（泰德·凱格）

1988年
- 機動警察（老爺爺）
- 銀河英雄傳說（克勞斯·馮·立典拉德〈初代〉 等）
- 哭泣殺神（百八龍、龍父）
- 遠山櫻宇宙帖 那傢伙的名字叫哥魯德（日语：遠山桜宇宙帖 奴の名はゴールド）（老人）
- 瓦特·波與我們的物語（日语：ワット・ポーとぼくらのお話）（羊駝爺爺）

1990年
- 超級真實麻雀 麻雀Battle Scramble（日语：スーパーリアル麻雀）（靈占術師）

1991年
- 英雄凱傳莫載克（日语：英雄凱伝モザイカ）（老卵）
- 有閑俱樂部 狗貓完整HOW麻吉（雲海和尚）

1992年
- 伊蘇II 天空的神殿（弗雷爾·勞爾）
- 英雄傳說 王子的啟程（亞倫）
- Nozomi♡Witches（日语：のぞみウィッチィズ）（艾迪）
- 有閑俱樂部2 來自香港的愛情（雲海和尚）

1993年
- 創龍傳（漢鐘離）
- 妖世紀水滸傳（日语：妖世紀水滸伝）（婀權）

1995年
- 3×3 EYES ～聖魔傳說～（佩的爺爺）

### 遊戲
1989年
- 天外魔境 ZIRIA（蝦蟇仙人）

1991年
- 天使之詩（豐前）
- 英雄傳說（洛威爾）
- （的配音）
- BURAI 八玉的勇士傳說（日语：BURAI）（艾瑞克·海斯頓）

1992年
- 天外魔境II 卍MARU（デロレン、生子法師）
- 英雄傳說II（洛威爾）
- BURAI II 闇皇帝的逆襲（艾瑞克·海斯頓）
- Rise of the Dragon（日语：ライズ・オブ・ザ・ドラゴン）

1994年
- 吞食天地[注 6]
- 七龍珠Z 偉大孫悟空傳說（日语：ドラゴンボールZ 偉大なる孫悟空伝説）（龜仙人）
- 七龍珠Z 真賽亞人滅絕計畫 -宇宙篇-（龜仙人）
- 七龍珠Z 真賽亞人滅絕計畫 -地球篇-（龜仙人）
- 啵咕物語（日语：ぽっぷるメイル）

1995年
- 空想科學世界（章節老師）
- 哆啦A夢：友情傳說七小子（日语：ドラえもん 友情伝説ザ・ドラえもんズ）
- 七龍珠Z Ultimate Battle 22（日语：ドラゴンボールZ アルティメットバトル22）（龜仙人）
- 七龍珠Z 真武鬥傳（日语：ドラゴンボールZ 真武闘伝）（龜仙人）
- Private eye dol（日语：プライベート・アイ・ドル）（渡部吟次）
- 北斗神拳（瞬奇）
- POLICENAUTS（日语：ポリスノーツ）（維克多·朱爾吉斯）

### 卡式錄音帶書
- （天武帝）

### CD
- INFERIUS惑星戰史外傳 CONDITION GREEN（日语：インフェリウス惑星戦史外伝 CONDITION GREEN）（傑克·哥爾德曼）

### 外語配音

#### 演員
張金塗
- 殭屍小子系列（金爺爺）
  - 殭屍小子
  - 哈囉殭屍
  - 幽幻道士
  - 孩子王
  - 來來殭屍
  - 立體奇兵

#### 電影
- 邊城英烈傳（英语：The Alamo (1960 film)） ※朝日電視台版。
- 杏林戰場（英语：Article 99）（Sam Abrams〈伊萊·沃勒克〉）※影碟版。
- 回到未來II（Gerald Strickland〈James Tolkan〉）※朝日電視台版[注 7]。
- 失陷猩球 ※TBS版。
- 賓漢 (1959年電影)（Simonides〈Sam Jaffe〉）※日本電視台再錄製版。
- 藍色霹靂號（Braddock）
- 納粹大謀殺（英语：The Boys from Brazil (film)）（愛德華·塞伯特〈詹姆士·梅遜〉）
- 巴西 (1985年電影)（Helpmann〈彼得·沃恩〉）
- 桂河大橋 ※富士電視台版。
- 卡桑德拉大橋（Herman Kaplan〈Lee Strasberg〉）※日本電視台版。
- 回到陰陽界（英语：Chances Are (film)）（Fenwick法官〈Josef Sommer〉）※影碟版。
- 烈火戰車（山姆·穆沙比尼（英语：Sam Mussabini）〈伊恩·荷姆〉）※機內上映版1。
- 同伴（英语：Compañeros）（Xantos教授〈Fernando Rey〉）
- 驚爆九重天（英语：The Concorde ... Airport '79）（Carl Parker〈Macon McCalman〉）※朝日電視台版[注 8]。
- 屍心瘋 (1973年電影)（Brookmyre醫生〈Will Disney〉）
- 鱷魚先生（沃爾特·賴利〈約翰·梅倫（英语：John Meillon）〉）※朝日電視台版。
- 別為我哭泣，比利（英语：Cry for Me, Billy）（探礦者〈Woodrow Chambliss〉、Sam）※富士電視台版。
- 死亡禁地（Herb Smith〈Sean Sullivan〉）
- 智慧殺手（英语：Diamond Skulls）（Lord Crewne〈Michael Hordern〉）
- 飛輪喋血（英语：Duel (1971 film)） ※日本電視台版。
- 猛鷹突擊兵團（海因里希·希姆萊〈當奴·派辛斯〉）※電視播出版。
- 天倫夢覺（英语：East of Eden (film)）（Gustav Albrecht〈Harold Gordon〉）※朝日電視台版[注 9]。
- 聯合縮小軍（英语：Fantastic Voyage）（Michaels〈Donald Pleasence〉）※東京電視台版。
- 笑拳怪招（陳鵬飛〈田俊〉）※日本電視台版。
- 幽靈警探（英语：The First Power）（修道院長）※朝日電視台版。
- 小迷糊闖七關（英语：Foul Play (1978 film)） ※朝日電視台版。
- 好朋友（英语：Friends (1971 film)）
- 柏林葬禮（英语：Funeral in Berlin (film)）（Hallam〈Hugh Burden〉）
- 教父2（Hyman Roth〈Lee Strasberg〉）※日本電視台版。
- 教父3（Gilday總主教〈Donal Donnelly〉）※影碟版、（Don Tommasino〈Vittorio Duse〉）※富士電視台版。
- 辛巴達金航記（英语：The Golden Voyage of Sinbad）（Vizier〈Douglas Wilmer〉）
- 小精靈2（Grandpa Fred〈Robert Prosky〉）※影碟版。
- 小鬼當家2（E. F. Duncan〈Eddie Bracken〉）※影碟版。
- 巨人殺手傑克（英语：Jack the Giant Killer (1962 film)）（妖精）
- 詹姆士·龐德系列
  - 詹姆士·龐德：勇破海龍幫（弗雷德里克·格列國防大臣〈傑佛瑞·基恩（英语：Geoffrey Keen）〉）※TBS版
  - 詹姆士·龐德大戰金手指（史密瑟斯〈理查德·維儂（英语：Richard Vernon）〉）※朝日電視台版。
  - 詹姆士·龐德大戰殺人狂魔（M（英语：M (James Bond)）〈勞勃·布朗〉）※VHS版。
- 國王與我 ※東京電視台舊錄製版。
- 獵豔高手（英语：The Ladies Man）
- 崩裂的地球（英语：Lifeforce (film)）（珀西·赫塞爾廷爵士〈奧布里·莫里斯（英语：Aubrey Morris）〉）※朝日電視台舊錄製版。
- 碧血長天（阿爾馮斯·雷諾士〈布爾維爾〉）※朝日電視台版。
- 諸神的黃昏（菲斯特）※關西電視台版[注 9]。
- 衝鋒飛車隊2（壞脾氣的老人〈席德·海倫（英语：Syd Heylen）〉） ※TBS版[注 10]。
- 密西西比在燃燒 ※朝日電視台版。
- 大峽谷（英语：The Missouri Breaks）（大衛·布萊克斯通〈約翰·麥克連恩（英语：John McLiam）〉）
- 浩氣蓋山河（英语：Mountains of the Moon (film)）（霍頓勛爵〈彼得·沃恩〉）※朝日電視台版。
- 布偶占領曼哈頓（英语：The Muppets Take Manhattan）（斯凱芬頓〈詹姆斯·可可（英语：James Coco）〉）※CBS／FOX（英语：20th Century Studios Home Entertainmen）版版。
- 神秘島（英语：Mysterious Island (1961 film)）（吉迪恩·斯皮利特〈加里·梅里爾〉）
- 魔宮傳奇 ※朝日電視台版。
- 神槍遊俠（英语：Northwest Passage (film)）（“大塊頭”馬里納〈沃爾特·布倫南〉）※TBS版。
- 單身公寓（調酒師〈泰德·班尼亞德斯（英语：Ted Beniades）〉）※東京電視台版。
- 巴頓將軍（伯納德·蒙哥馬利〈邁克爾·貝茨〉）※日本電視台再錄製版。
- 人猿星球（狩獵領袖〈諾曼·伯頓（英语：Norman Burton）〉）※富士電視台版[注 7]。
- 魔鬼殺陣（路易吉·帕特羅維塔〈山姆·沃納梅克（英语：Sam Wanamaker）〉）※TBS版。
- 摩天輪大血案（英语：Rollercoaster） ※日本電視台版。
- 羅馬假期 ※富士電視台1972年播出版。
- 海神號遇險記 (1972年電影)（約翰牧師〈阿瑟·奧康納（英语：Arthur O'Connell）〉）※日本電視台版、（船醫）※朝日電視台版。
- 魔鬼阿諾（米克〈米克·佛利特伍德（英语：Mick Fleetwood）〉）※朝日電視台版。
- 她（英语：She (1965 film)）
- 聖拿河之戰（英语：Shenandoah (film)） ※東京電視台版。
- 辛巴達穿破猛虎眼（英语：Sinbad and the Eye of the Tiger） ※朝日電視台版。
- 情在深秋（英语：St. Ives (1976 film)）
- 搜索者
- 空中霸王（英语：Skyjacked (film)）
- 星際大戰5：帝國大反擊（奧澤爾提督）※劇院公映版。
- 鋼胆七雄（英语：Steel (1979 film)）（哈利〈雷蒙德·葛利森（英语：Redmond Gleeson）〉）
- 雷鳥神機隊 (1968年電影)（布魯諾）
- 時光大盜（斯特拉特〈馬爾科姆·迪臣（英语：Malcolm Dixon (actor)）〉）
- 捉賊記（英语：To Catch a Thief）
- 瑪拉帕加之牆（英语：The Walls of Malapaga） ※朝日電視台版。
- 狂野星球（英语：Wild, Wild Planet）

#### 電視影集
- 神仙家庭（英语：Bewitched）（醫師、顧客）※TBS版。
- 神探可倫坡（加瑞森醫師、約翰森博士）
- 大青蛙布偶秀
  - 布偶奇遇記（英语：Fraggle Rock）
- 機械人求生記（英语：The Questor Tapes）（埃米爾·瓦斯洛維克〈盧·艾爾斯（英语：Lew Ayres） 飾演〉）※NHK綜合版。

#### 動畫
- 救難小福星（ビーカーボトム）※新配音版。
- 救難小英雄 ※劇院公映版。
- 湯瑪士小火車（胖總管（英语：The Fat Controller）〈初代〉、貨車群、牧師〈初代〉）※富士電視台版。

### 其它
- 金光教（日语：金光教）時間（旁白）
- CESAR CORPORATION（日语：セザールコーポレーション）（CESAR BOY的配音、旁白）
- 漂流者的聖誕節禮物（日语：ドリフのクリスマスプレゼント）（聲音出演）
- 志村健的笨蛋殿下（日语：志村けんのバカ殿様）（旁白）

## 腳註

## 外部連結
- 宮內幸平（页面存档备份，存于） （日語）－日本電影資料庫
- 宮內幸平（页面存档备份，存于） （日語）－allcinema（日语：allcinema）
- 宮內幸平（页面存档备份，存于） （日語）－KINENOTE（日语：キネマ旬報映画データベース）
- Kôhei Miyauchi在互联网电影资料库（IMDb）上的資料（英文）
- 宮內幸平 Movie Walker（页面存档备份，存于） （日語）
- 青二Production公式官網專設的已故聲優資歷簡介（页面存档备份，存于） （日語）